# Sergei Anatoljewitsch Tkatschow
Sergei Anatoljewitsch Tkatschow (russisch Сергей Анатольевич Ткачёв; * 19. Mai 1989 in Bogutschar) ist ein russischer Fußballspieler. Seit 2017 spielt er für Arsenal Tula in der russischen ersten Liga.

## Karriere
Tkatschow begann seine Karriere bei Krylja Sowetow Samara, wo er im Oktober 2009 in der Premjer-Liga debütierte. 2011 wechselte er in die Ukraine zu Metalist Charkiw. Im Januar 2012 wurde er in seine Heimat an Ural Jekaterinburg verliehen, danach an den Zweitligisten PFK Sewastopol. 2013 kehrte er fest nach Russland zurück, diesmal wechselte er zu Lokomotive Moskau. Im Januar 2015 wurde er an den Ligakonkurrenten FK Kuban Krasnodar verliehen, der ihn im Sommer 2015 fest verpflichtete. Im Januar 2016 wechselte er zum ZSKA Moskau.

## Erfolge
- Russischer Meister: 2016